# Bawrchi
Bawrchi é uma cidade do Afeganistão, localizada na província de Balkh.